# Georg Friedrich von Kall
Theodor Georg Friedrich von Kall (* 31. Oktober 1781 in Stallupönen; † 5. Mai 1813 in Hartha) war preußischer Major und Kommandeur des 2. Leib-Husaren-Regiments.

## Leben

### Herkunft
Georg Friedrich von Kall war der Sohn des späteren preußischen Generalmajors Friedrich von Kall (1742–1809) und dessen Ehefrau Helene Christiane Juliane, geborene von Heilsberg (* 28. April 1761; † 18. November 1831 in Königsberg). Seine drei Brüder schlugen ebenfalls eine Militärkarriere in der Preußischen Armee ein.
Die Familie wurde in Ostpreußen zu Cranz, Lenkeninken und Thengen begütert und das Kölmergut Lenkeninken im Landkreis Insterburg gehörte 1857 einer verwitweten Frau von Kall.

### Militärkarriere

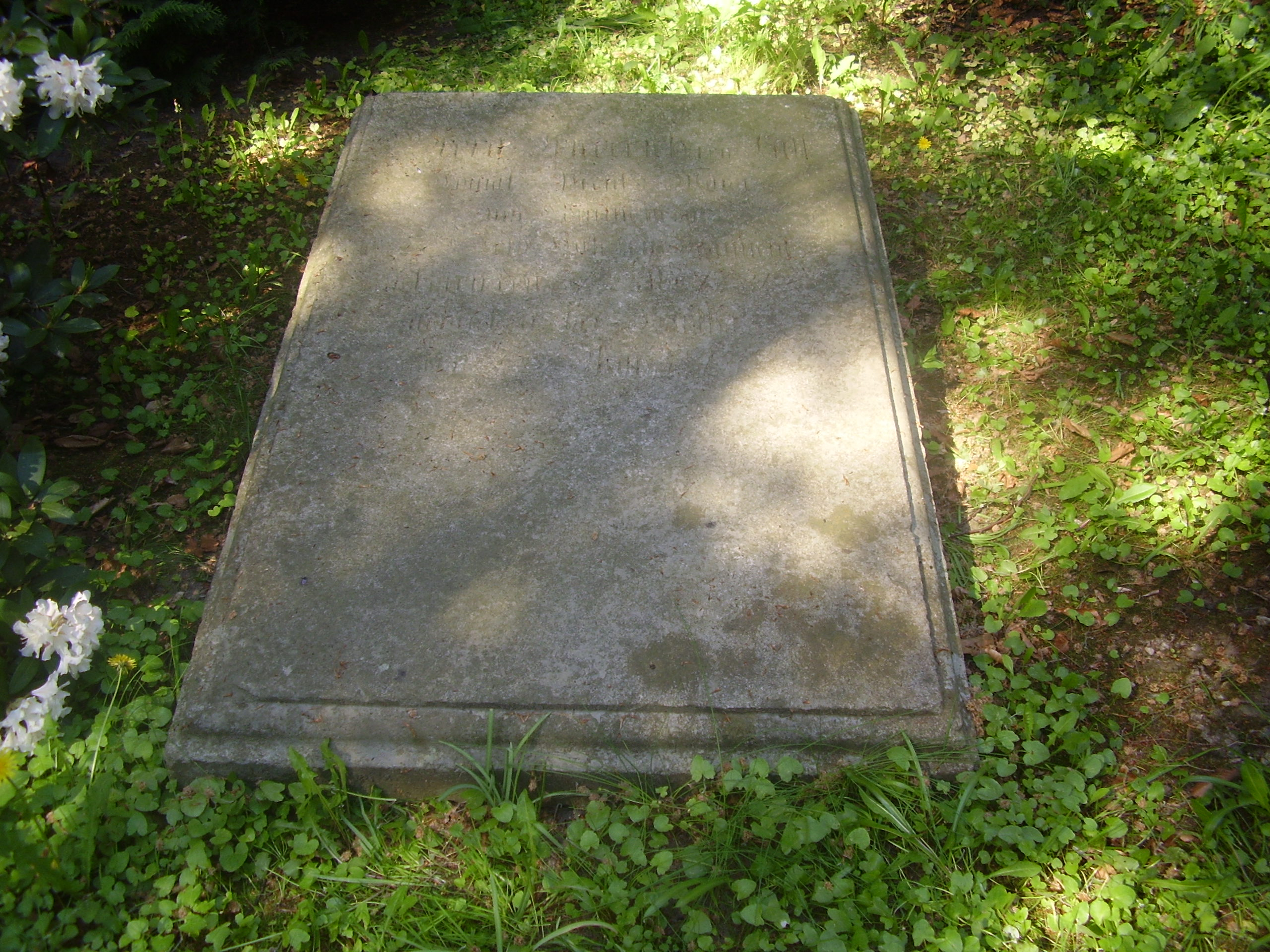
Grab von Georg Friedrich von Kall in Waldheim

Als Kind lebte er zeitweise in Krefeld bei Verwandten. 1795, noch keine 14 Jahre alt, wurde Kall als Fahnenjunker im Husarenregiment „von Suter“ angestellt. Im selben Jahr wurde er zum Kornett und 1799 zum Sekondeleutnant befördert. Als solcher versah er von 1801/03 seinen Dienst als Regimentsadjutant. Neujahr 1807 wurde er zum Premierleutnant befördert und zum Generaladjutant des Generalleutnants Anton Wilhelm von L’Estocq ernannt. Im Februar 1807 war er Stabsrittmeister.
Im Vierten Koalitionskrieg gegen Napoleon 1806/07 zeichnete er sich in hervorragender Weise aus und erhielt nach dem Frieden von Tilsit den Orden Pour le Mérite und den russischen Orden des Heiligen Wladimir. 1808 wurde er zum Rittmeister befördert.
Der Dienst in Friedenszeiten behagte dem Offizier nicht. Er sagte dazu:

„Das Soldatenleben im Frieden ist höchst elend, knechtisch und erniedrigend. Der Soldat im Krieg hat eine traurige, aber große Bestimmung. Ersteres bin ich herzlich satt, da keine Aussicht, daß ich letzteres werde.“

In der Zwischenzeit dem 1. westpreußischen Dragoner-Regiment zugeteilt, kam Kall 1810 zum 2. Leib-Husaren-Regiment. Hier wurde er im Frühjahr 1811 mit der Beförderung zum Major zum Eskadronchef ernannt.

1812 bekleidete er das Amt eines Oberkommandanten und Kriegskommissars in Rastenburg und später in Tilsit, aber viel lieber wäre er im Felde gewesen. Darum bat er König Friedrich Wilhelm III. um die Verwendung in einer mobilen Stelle. Die Antwort des Königs aber lautete: 

„Ich schätze den Eifer für meinen Dienst, der fortwährend Sie beseelt und den Sie durch Ihren in dem Schreiben vom 9.d.M. ausgedrückten Wunsch bei den mobilen Truppen angestellt zu werden, aufs Neue bewähren. Es mir nun zwar nicht möglich, diesen Wunsch zu befriedigen, da keine Gelegenheit mehr vorhanden ist, Sie bei jenen Truppen auf eine angemessene Art zu placiren; wenn Sie indessen auch Ihrem jetzigen Verhältnisse mir nützliche Dienste leisten können, so hoffe ich, daß diese Überzeugung die Entsagung jenes Wunsches Ihnen leicht machen und umso mehr Sie bewegen wird, bei Ihrer Bestimmung sich zu beruhigen.

Potsdam, 20. April 1812

Friedrich Wilhelm“

Am 27. März 1813 wurde er zum Kommandeur des 2. Leib-Husaren-Regiment ernannt, das dem General Yorck zugewiesen war.

In dem Gefecht bei Möckern am 5. April 1813 zeigte er sich als Führer, dem sich das Regiment vertrauensvoll überlassen konnte. General Bülow meldete in seinem Bericht über jenes Gefecht: 

„Die Kommandeure Major von Kall usw. haben alles geleistet, was möglich war und haben ihren Truppenteilen ein lobenswertes Beispiel gegeben und haben ihren alten guten Ruf aufs neue bewährt.“

Auch in der Schlacht von Großgörschen am 2. Mai 1813 führte er sein Regiment ausgezeichnet.
Drei Tage später wurde er im Gefecht bei Gersdorf von einer Kanonenkugel schwer am rechten Arm und an der Hüfte getroffen. Der Diakon von Hartha Johann Christoph Friedrich Sparfeld wurde aufs Schlachtfeld geholt, und man beschloss, Kall nach Hartha zu bringen. Dort verstarb er. Damit die nachrückenden französischen Truppen die Leiche nicht schänden konnten, verbrachte der Diakon Kall nach Waldheim zum dortigen Pfarrer Wiegand, damit er ihn am 6. Mai beerdige.

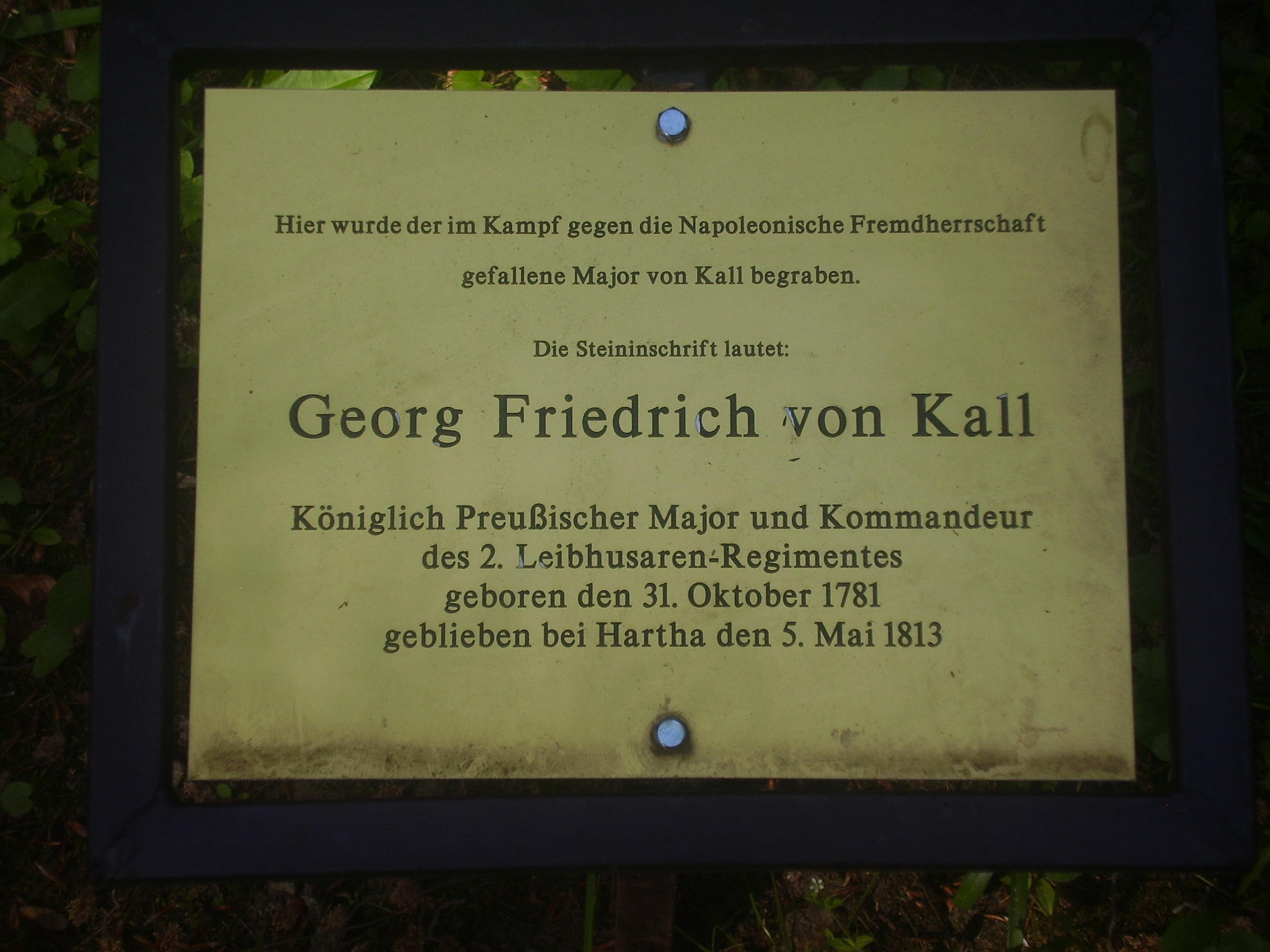
Inschrift der Grabsteinplatte

### Familie
Am 6. Mai 1810 verlobte Kall sich mit Adelheid von Domhardt aus Königsberg, die er am 7. Juli 1811 heiratete. Aus der Ehe ging 1812 ein Sohn und 1813 eine Tochter hervor, welche er aber nie gesehen hat, denn sie war erst nach seinem Abmarsch ins Feld geboren.

## Ehrungen
1913 wurde die Grabstelle von Major von Kall neu vorgerichtet und ihm zu Ehren mit einer Grabplatte abgedeckt. Die Inschrift lautet:

„Georg Friedrich von Kall

Königlich Preußischer Major und Kommandeur

des 2. Leibhusaren-Regimentes

geboren den 31. Oktober 1781

geblieben bei Hartha den 5. Mai 1813“

Die Steininschrift ist inzwischen schon stark verwittert. Deshalb wurde neben dem Grab eine neue Metallplatte aufgestellt, welche die Inschrift zeigt.
Wie hoch dieser Offizier auch beim Feind angesehen war, schildert Pfarrer Wiegand aus Waldheim:

„Am Abend des 6. Mai 1813 habe ihn ein französischer General aufgesucht und mit folgenden Worten angesprochen: "Sind Sie der ehrenwerte Mann, der den preußischen Major gegen den Mutwillen roher Mannschaften in Schutz genommen hat?" "Ja" antwortete Pfarrer Wiegand, "es freut mich meine Pflicht getan zu haben und noch mehr, daß Sie dies gutheißen." Hier drückte er mir mit einer solchen Wärme der Gefühle und mit tränenvollen Augen die Hand, daß ich in diesem Augenblicke noch dadurch gerührt wurde. "Der Herr von Kall" sprach er mit Innigkeit, "oh, er war ein vortrefflicher Mensch und Soldat. Ich lernte ihn vor Danzig kennen, wir sahen uns täglich, und im ganzen Korps war keiner, den ich ihm an die Seite hätte setzen mögen."“

## Familienwappen
Blasonierung:
- Schild golden eingefasst und geviertelt:
- 1 und 4 in Rot mit einem schräg nach rechts, über beide Felder gelegten, goldenen Balken;
- 2 in Blau  mit drei schräg nach rechts untereinander gestellten sechsstrahligen, goldenen Sternen;
- 3 in Blau mit einem aus der rechten Schildseite hervorkommenden, einwärts gekehrten, geharnischten Arm, der in der Hand einen weißen Menschenknochen hält;
- Auf dem Schilde steht ein Helm der einen offenen, schwarzen Adlerflug trägt, zwischen dem der Arm des 3. Feldes mit dem Knochen schwebt;
- Die Helmdecken sind rechts rot und silbern, links blau und golden[6]